# Heinrich Hemme
Heinrich Hemme (Nordhorn, 5 de novembro de 1955) é um físico alemão.

## Vida
Hemme estudou física de 1979 a 1984 em Osnabrück com um doutorado em física em 1987 com a tese Anisotrope magnetooptische Wellenleiter und ihre Anwendungen. É desde 1993 professor na FH Aachen. Seu tópico principal de pesquisa é magnetoóptica integrada.
Heinrich Hemme é autor de diversos livros e artigos de alcance popular sobre matemática e física. A coluna científica Cogito no periódico Bild der Wissenschaft é escrita regularmente por ele.

## Publicações selecionadas
- Die magischen Vierecke: Rätsel und Knobeleien aus 1001 Nacht. Anaconda Verlag, Köln 2019, ISBN 978-3-7306-0694-0.
- Das große Buch der Paradoxien. Anaconda Verlag, Köln 2018, ISBN 978-3-7306-0569-1.
- Das große Buch der mathematischen Rätsel. Anaconda Verlag, Köln 2013, ISBN 978-3-7306-0007-8.
- Kopfnuss: 101 mathematische Rätsel aus vier Jahrtausenden und fünf Kontinenten. Beck Verlag, München 2013, ISBN 978-3-406-63704-9.
- Heureka! Mathematische Rätsel mit überraschenden Lösungen. Anaconda Verlag, Köln 2012, ISBN 978-3-86647-730-8.
- Das Ei des Kolumbus und weitere hinterhältige Knobeleien. Rowohlt-Taschenbuch-Verlag, Reinbek 2004, ISBN 3-499-61927-X.